# حسناوه

حسناوه در نقشه

حسناوه (به عربی: حسناوة) یک شهرداری در الجزایر است که در استان برج بوعریریج واقع شده‌است. حسناوه ۱۸٬۳۵۸ نفر جمعیت دارد.